# Vickers Medium Mark III
Der Vickers Medium Mark III war ein 1930 konstruierter Mehrturmpanzer der britischen Armee. Er diente als Vorbild für ähnliche Fahrzeuge in der sowjetischen Armee.

## Geschichte

### Entwicklung
Im Jahr 1926 beauftragte das britische Verteidigungsministerium Vickers mit der Entwicklung eines neuen Panzers, der den bisherigen Medium Mark II ablösen sollte. So entstanden bei Vickers zwischen 1926 und 1928 drei Prototypen auf der Basis des Vickers A1E1 Independent mit den Bezeichnungen A6E1, A6E2 und A6E3. Nachdem sich diese Design-Entwürfe aber nicht bewährten, begann man 1928 mit der Entwicklung des Medium Mark III. Dieser Entwurf ähnelt den vorherigen noch, besaß aber einen anderen Turm und eine bessere Panzerung. Die Herstellung begann 1930.

### Technik
Der Panzer verfügte über drei Türme mit insgesamt drei Maschinengewehren sowie eine 3-Pfünder-Kanone. Angetrieben wurde das Fahrzeug von einem V8-Motor mit 180 PS.
Insgesamt wurden drei Mark III gebaut. Einer von Vickers und zwei von der Royal Ordnance Factory in Woolwich. Es folgten aufgrund des hohen Fertigungspreises keine weiteren Bestellungen.